# Viktor Hydén
Viktor Hydén, född den 29 augusti 1872 i Motala församling, Östergötlands län, död den 12 oktober 1964 i Kristianstad, var en svensk jurist. Han var far till Holger Hydén.
Hydén avlade studentexamen i Linköping 1891 och juris utriusque kandidatexamen vid Uppsala universitet 1898. Han tjänstgjorde i domsagor under Göta hovrätt 1899–1917, var extra ordinarie assessor i hovrätten 1912–1913, tillförordnad revisionssekreterare 1915, häradshövding i Östra Göinge domsaga 1917–1942, vice krigsdomare vid Vendes artilleriregemente, Norra skånska infanteriregementet och Skånska trängkåren 1919–1922 och krigsdomare där 1922–1939. Hydén blev riddare av Nordstjärneorden 1926. Han vilar på Motala griftegård.